# Goodenia
Goodenia är ett släkte av tvåhjärtbladiga växter. Goodenia ingår i familjen Goodeniaceae.

## Bildgalleri

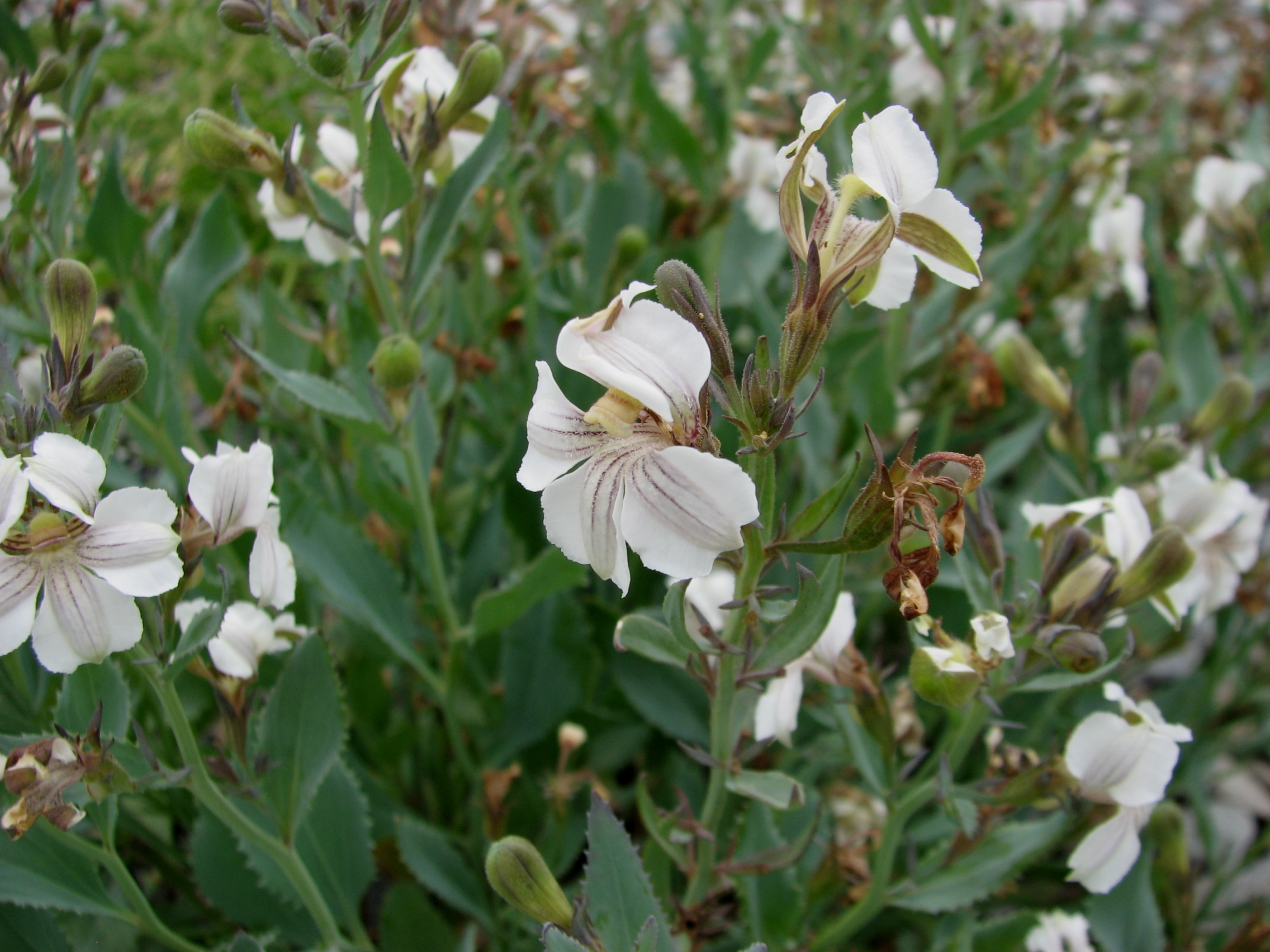
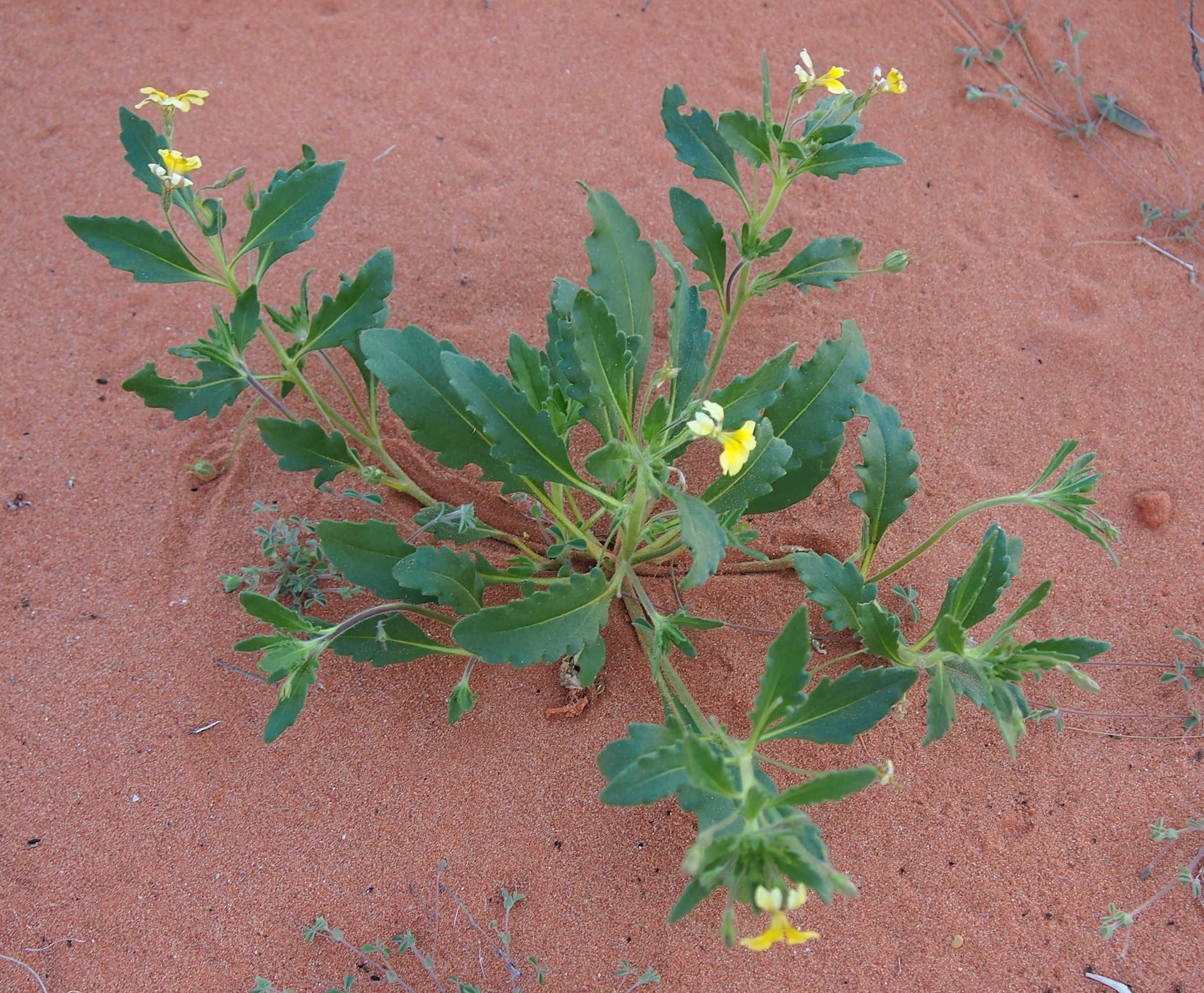
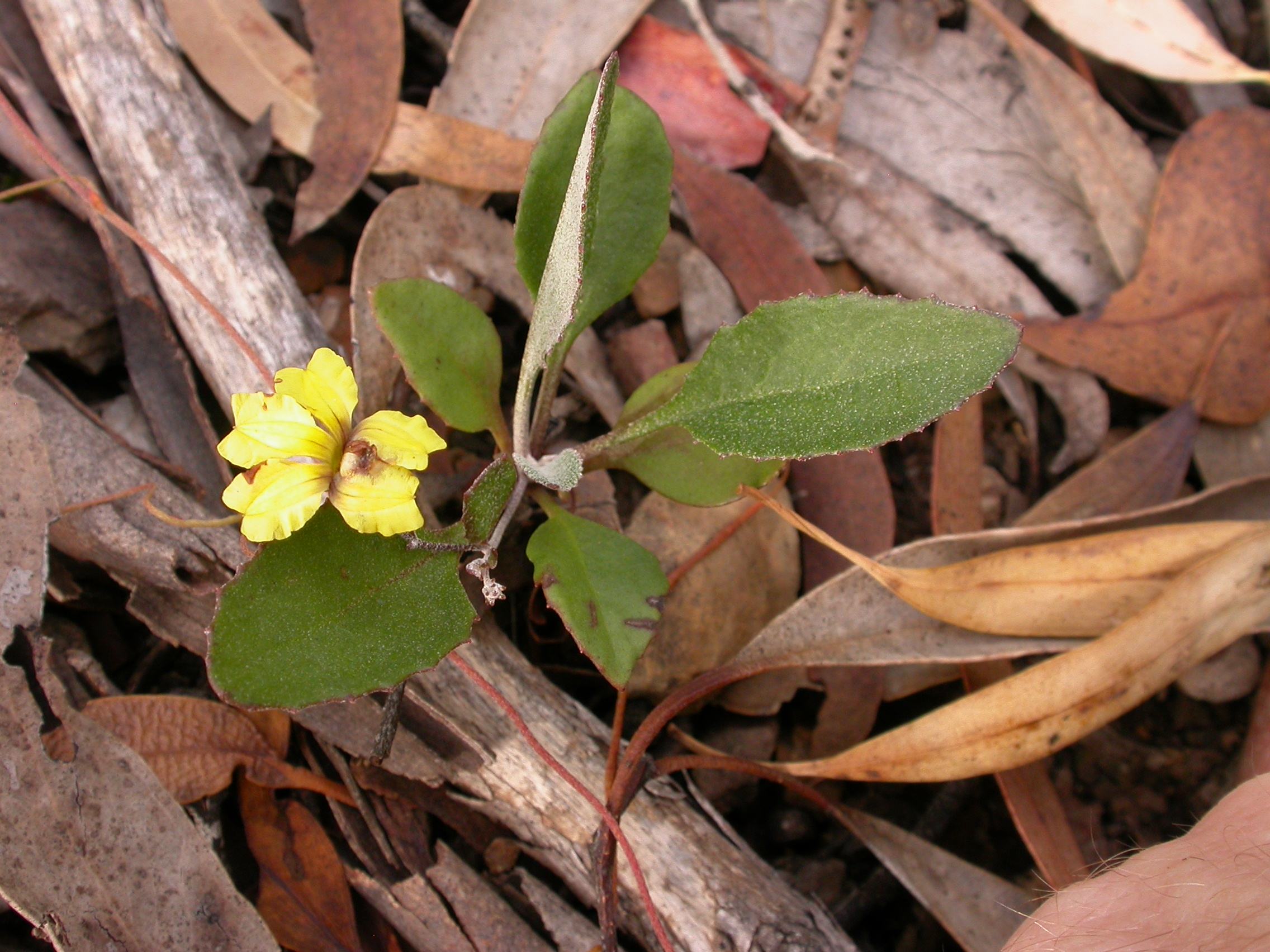
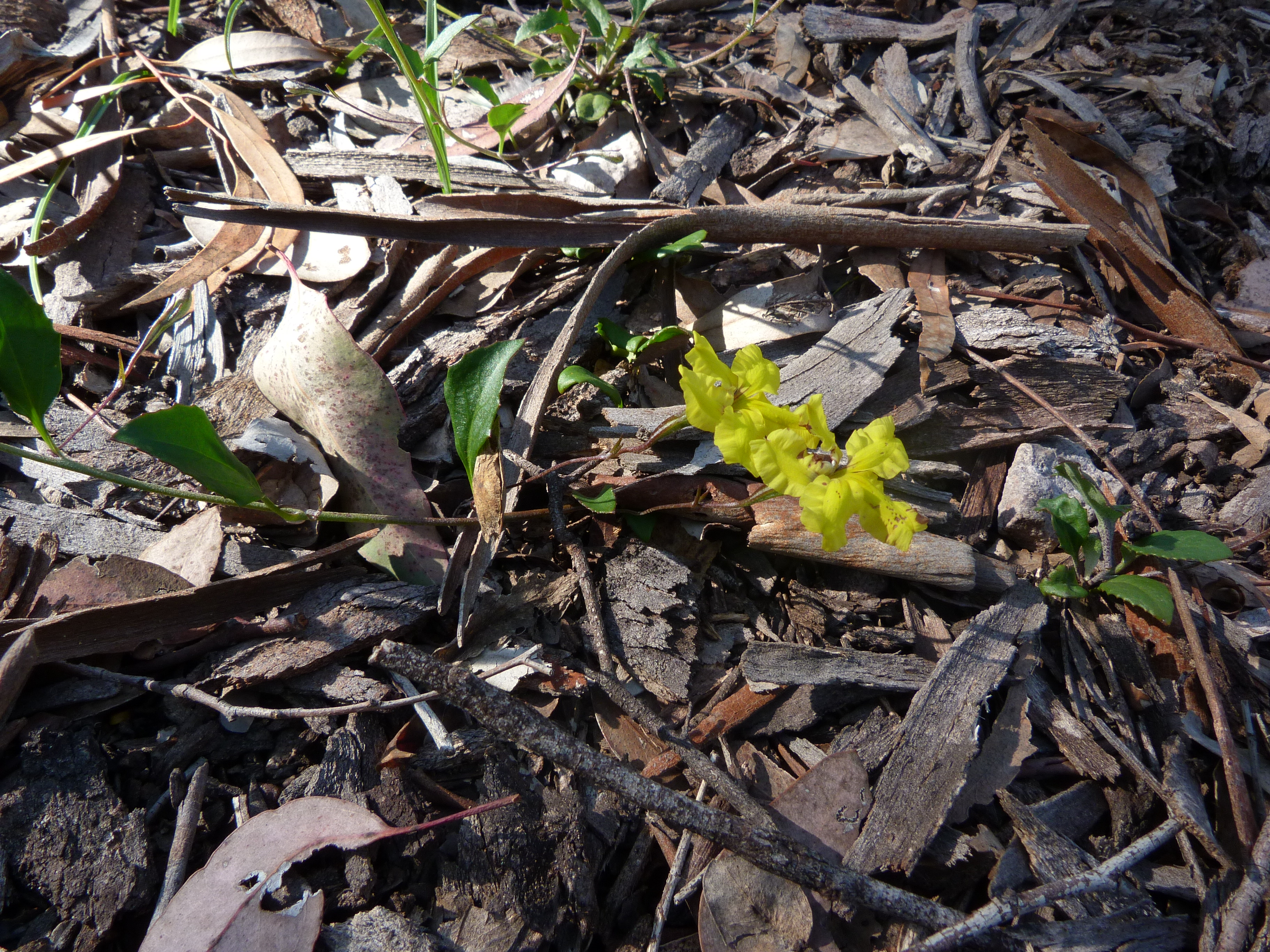
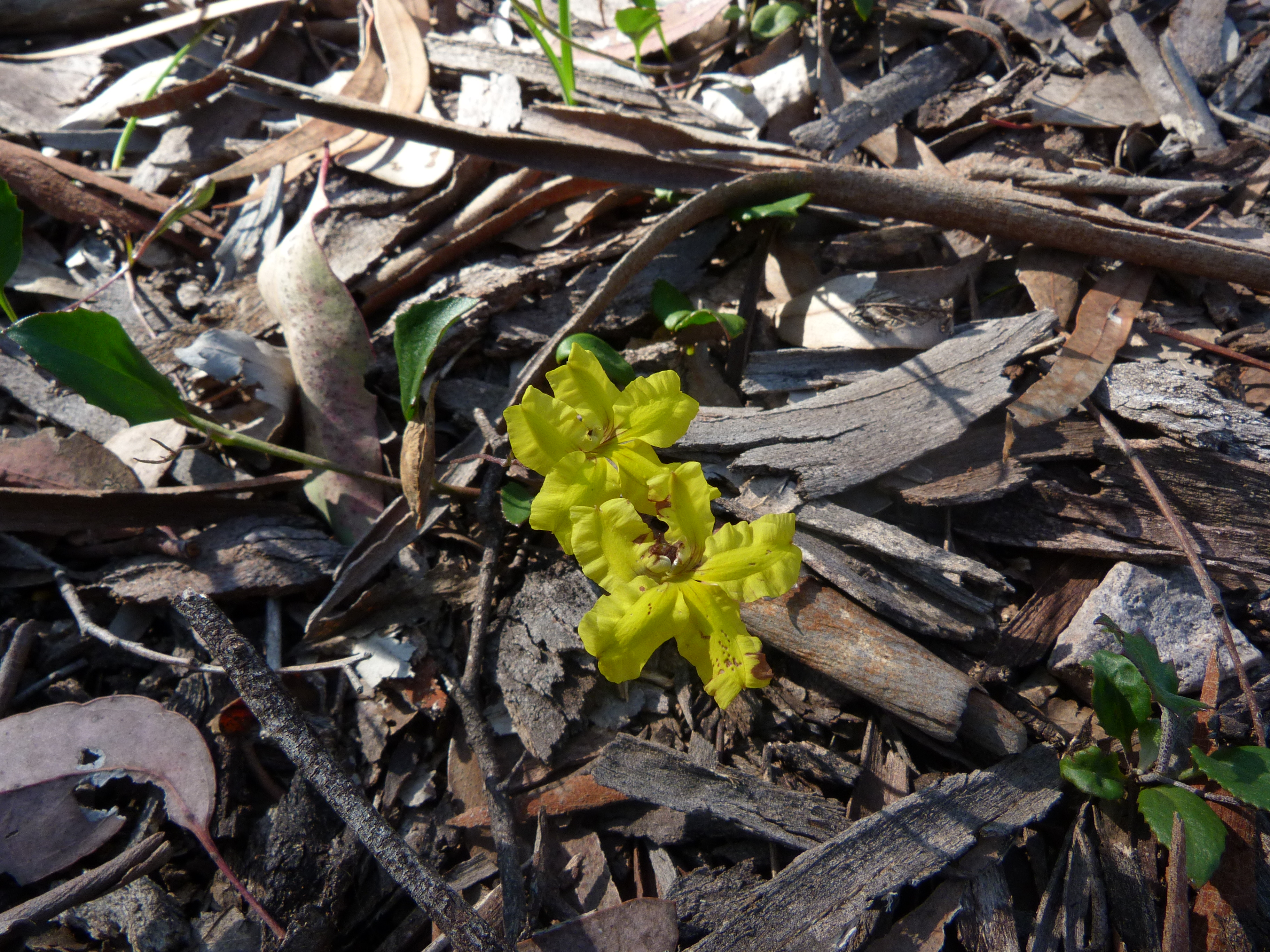
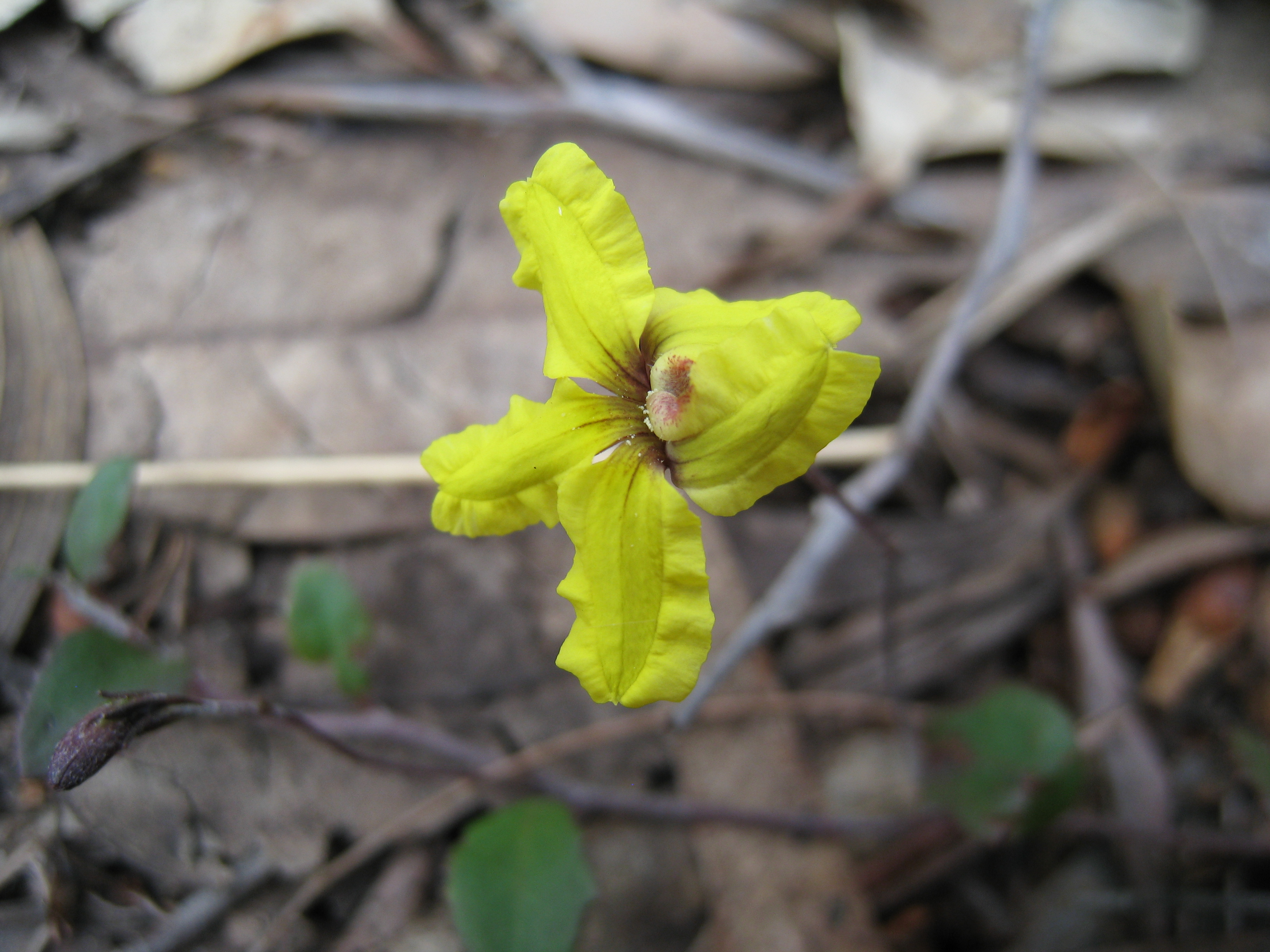

## Dottertaxa tillGoodenia, i alfabetisk ordning[1]
- Goodenia affinis
- Goodenia albiflora
- Goodenia amplexans
- Goodenia anfracta
- Goodenia angustifolia
- Goodenia arachnoidea
- Goodenia arenicola
- Goodenia argillacea
- Goodenia armitiana
- Goodenia armstrongiana
- Goodenia arthrotricha
- Goodenia atriplexifolia
- Goodenia auriculata
- Goodenia azurea
- Goodenia barilletii
- Goodenia bellidifolia
- Goodenia benthamiana
- Goodenia berardiana
- Goodenia berringbinensis
- Goodenia bicolor
- Goodenia blackiana
- Goodenia boormanii
- Goodenia brachypoda
- Goodenia brunnea
- Goodenia byrnesii
- Goodenia caerulea
- Goodenia calcarata
- Goodenia campestris
- Goodenia centralis
- Goodenia chambersii
- Goodenia chthonocephala
- Goodenia cirrifica
- Goodenia concinna
- Goodenia convexa
- Goodenia coronopifolia
- Goodenia corralina
- Goodenia corynocarpa
- Goodenia crenata
- Goodenia cusackiana
- Goodenia cycloptera
- Goodenia cylindrocarpa
- Goodenia debilis
- Goodenia decurrens
- Goodenia decursiva
- Goodenia delicata
- Goodenia deserti
- Goodenia dimorpha
- Goodenia disperma
- Goodenia drummondii
- Goodenia durackiana
- Goodenia dyeri
- Goodenia eatoniana
- Goodenia elaiosoma
- Goodenia elderi
- Goodenia elongata
- Goodenia eremophila
- Goodenia expansa
- Goodenia fascicularis
- Goodenia faucium
- Goodenia filiformis
- Goodenia fordiana
- Goodenia forestii
- Goodenia geniculata
- Goodenia gibbosa
- Goodenia glabra
- Goodenia glandulosa
- Goodenia glareicola
- Goodenia glauca
- Goodenia gloeophylla
- Goodenia glomerata
- Goodenia goodeniacea
- Goodenia gracilis
- Goodenia grandiflora
- Goodenia granitica
- Goodenia gypsicola
- Goodenia halophila
- Goodenia hartiana
- Goodenia hassallii
- Goodenia havilandi
- Goodenia heatheriana
- Goodenia hederacea
- Goodenia helmsii
- Goodenia heppleana
- Goodenia heterochila
- Goodenia heteromera
- Goodenia heterophylla
- Goodenia hirsuta
- Goodenia hispida
- Goodenia holtzeana
- Goodenia humilis
- Goodenia incana
- Goodenia integerrima
- Goodenia inundata
- Goodenia iyouta
- Goodenia janamba
- Goodenia jaurdiensis
- Goodenia kakadu
- Goodenia katabudjar
- Goodenia kingiana
- Goodenia konigsbergeri
- Goodenia krauseana
- Goodenia laevis
- Goodenia lamprosperma
- Goodenia lanata
- Goodenia lancifolia
- Goodenia larapinta
- Goodenia lasiophylla
- Goodenia laytoniana
- Goodenia leiosperma
- Goodenia leptoclada
- Goodenia lineata
- Goodenia linifolia
- Goodenia lobata
- Goodenia lunata
- Goodenia lyrata
- Goodenia macbarronii
- Goodenia macmillanii
- Goodenia macroplectra
- Goodenia maideniana
- Goodenia malvina
- Goodenia megasepala
- Goodenia micrantha
- Goodenia microptera
- Goodenia mimuloides
- Goodenia modesta
- Goodenia mueckeana
- Goodenia muelleriana
- Goodenia nana
- Goodenia neglecta
- Goodenia neogoodenia
- Goodenia nigrescens
- Goodenia nocoleche
- Goodenia nuda
- Goodenia occidentalis
- Goodenia ochracea
- Goodenia odonnellii
- Goodenia ovata
- Goodenia pallida
- Goodenia paludicola
- Goodenia paniculata
- Goodenia pascua
- Goodenia peacockiana
- Goodenia pedicellata
- Goodenia perryi
- Goodenia phillipsiae
- Goodenia pilosa
- Goodenia pinifolia
- Goodenia pinnatifida
- Goodenia porphyrea
- Goodenia potamica
- Goodenia primulacea
- Goodenia prostrata
- Goodenia psammophila
- Goodenia pterigosperma
- Goodenia pulchella
- Goodenia pumila
- Goodenia purpurascens
- Goodenia purpurea
- Goodenia pusilliflora
- Goodenia quadrifida
- Goodenia quadrilocularis
- Goodenia quasilibera
- Goodenia racemosa
- Goodenia ramelii
- Goodenia redacta
- Goodenia robusta
- Goodenia rostrivalvis
- Goodenia rotundifolia
- Goodenia rupestris
- Goodenia saccata
- Goodenia salina
- Goodenia salmoniana
- Goodenia scaevolina
- Goodenia scapigera
- Goodenia schwerinensis
- Goodenia sepalosa
- Goodenia sericostachya
- Goodenia splendida
- Goodenia stapfiana
- Goodenia stellata
- Goodenia stelligera
- Goodenia stenophylla
- Goodenia stephensoni
- Goodenia stirlingi
- Goodenia stobbsiana
- Goodenia strangfordii
- Goodenia subauriculata
- Goodenia subintegra
- Goodenia suffrutescens
- Goodenia symonii
- Goodenia tenella
- Goodenia tenuiloba
- Goodenia trichophylla
- Goodenia triodiophila
- Goodenia tripartita
- Goodenia turleyae
- Goodenia varia
- Goodenia watsoni
- Goodenia vernicosa
- Goodenia willisiana
- Goodenia vilmoriniae
- Goodenia wilunensis
- Goodenia virgata
- Goodenia viridula
- Goodenia viscida
- Goodenia viscidula
- Goodenia xanthosperma
- Goodenia xanthotricha